# 인생길의 여러 단계
《인생길의 여러 단계》는 덴마크 철학자 쇠렌 키르케고르의 철학책이다.

## 소개
『인생길의 여러 단계: 다양한 사람들의 연구(Stadier paa Livets Vei: Studier af Forskjellige)』[제책업자 힐라리우스(Hilarius Bogbinder)가 편찬하고 출판함]는 키르케고르가 인생의 주요한 단계들을 예시하기 위해서 저술한 작품이다.
여기에서 화자로 등장하는 판사는 자신의 체험에 근거해서 행복한 결혼을 논증하고 있지만, 그는 자신의 독단을 통해서 우리에게 자신의 철학에서는 꿈꿀 수 없는 삼라만상의 것들이 있다는 것도 보여주고 있다.

## 서지정보
- ≪결혼에 관한 약간의 성찰: 반론에 대한 응답, 유부남 씀≫, 임규정 역, 지만지, ISBN 9788962280050